# Thiên hoàng Sushun
Thiên hoàng Sùng Tuấn (崇峻天皇 (Sùng Tuấn thiên hoàng)/ すしゅんてんのう Sushun-tennō, 553 – 12 tháng 12, 592) là vị Thiên hoàng thứ 32 của Nhật Bản, theo Danh sách Thiên hoàng truyền thống,.
Ông trị vì từ năm 587 tới 592, tổng 5 năm. Cổ Ký Sự ghi tên của ông là Trường Cốc Bộ Nhược Tước Thiên hoàng (長谷部若雀天皇; はつせべのわかささぎのすめらみこと; Hatsusebe No Wakasasakgi no Sumeramikoto).

## Cuộc đời
Theo Nhật Bản Thư ký, tên lúc nhỏ của ông là Trường Cốc Bộ hoàng tử (長谷部皇子, Hatsusebe no Miko).
Lịch sử ghi nhận, Sùng Tuấn Thiên hoàng lên ngôi với sự hỗ trợ của gia tộc Soga và Thôi Cổ Thiên hoàng, người chị em cùng cha khác mẹ của mình và là góa phụ của Mẫn Đạt Thiên hoàng. Ông ngự tại Thương Thê Sài Viên cung (倉梯柴垣宮, Kurahashi no Miya).
Ban đầu, gia tộc Mononobe, là đối thủ của gia tộc Soga, liên minh với Hoàng tử Anahobe, con trai của Khâm Minh Thiên hoàng và cố gắng để sắp đặt ông như một Thiên hoàng. Soga no Umako, người kế vị cha mình chức Ōomi của gia tộc Soga, cuối cùng đã giết chết Mononobe no Moriya, người đứng đầu gia tộc Mononobe, dẫn tới sự suy yếu của gia tộc này. Sau đó, Umako đặt Sùng Tuấn Thiên hoàng lên ngai vàng.
Sự suy sụp của gia tộc Mononobe đã tạo cơ hội cho gia tộc Soga ra sức khuyến khích và phát triển đạo Phật, bằng chứng là 2 ngôi chùa được xây dựng vào thời này là Hokouji và Shitennouji.
Sùng Tuấn Thiên hoàng lên ngôi nhưng ông rốt cuộc chỉ là bù nhìn, mọi quyền hành đều nằm trong tay của Soga no Umako, và Thiên hoàng đã nuôi ý định muốn lật đổ ông. 
Thời gian này, vua Bách Tế Uy Đức vương của Bách Tế đã cử các phái đoàn Phật giáo khác nhau đến Yamato Nhật Bản để bang giao.
Có thuyết nói, một hôm Thiên hoàng nhìn thấy một con heo rừng và tuyên bố:
"Trẫm muốn giết Soga no Umako như con heo rừng này".
Soga no Umako nghe được chuyện đó vừa tức giận vừa lo lắng sẽ bị hạ thủ lúc nào không hay, ra lệnh cho thủ hạ của mình là Yamato no Aya no Ataikoma (东汉直驹) ám sát Thiên hoàng vào ngày 12 tháng 12 năm 592? (chưa có thông tin chính xác về ngày tháng cụ thể). Triều đại của Sùng Tuấn Thiên hoàng chỉ kéo dài được 5 năm trước khi ông qua đời hưởng dương 38 – 39 tuổi? (chưa có thông tin chính xác).
Ông được an táng tại khu lăng mộ Hà Nội Ki Trường Trung Vĩ lăng (河内磯長中尾陵).

## Phả hệ
Sùng Tuấn Thiên hoàng là con thứ 12 của Khâm Minh Thiên hoàng. Mẹ ông là Tiểu Tỉ quân (小姉君, おあねのきみ), con gái của Soga no Iname, trưởng tộc của gia tộc Soga.
Ông có một Hoàng hậu và 3 người con; 2 hoàng tử và 1 hoàng nữ.
- Hoàng hậu: Đại Bạn Tiểu Thủ Tử (大伴小手子)[5] hay còn được gọi là Tiểu Thủ Cơ (小手姫, Otehime)[6], là con gái của Otomo no Murajinukate (大伴糠手子, おおとものむらじぬかて).
  - Hoàng tử Hachiko (蜂子皇子, はちこのおうじ).
  - Công chúa Nishikite, Cẩm Đại hoàng nữ (錦代皇女, にしきてのひめみこ).
- Phi: Hà Thượng Nương (河上娘, かわかみのいらつめ), con gái của Soga no Umako.
- Phu nhân: Bố Đô Cơ (布都姫, ふつひめ), em gái của Mononobe no Moriya.
- Mẹ không rõ:
  - Hoàng tử Sadayo no Shinno (定世親王, さだよのしんのう).

## Chú thích

Japanese Imperial kamon — a stylized chrysanthemum blossom